# Ligne principale San'in
La ligne principale San'in (山陰本線, San'in-honsen) est une ligne ferroviaire au Japon. Elle relie la gare de Kyoto à la gare de Hatabu en traversant les préfectures de Kyōto, Hyōgo, Tottori, Shimane et Yamaguchi. La ligne appartient au réseau de la West Japan Railway Company (JR West).

## Histoire
Le chemin de fer de Kyoto ouvre le tronçon de Kyoto à Sonobe entre 1897 et 1899. De son côté, le chemin de fer de Bantsuru ouvre le tronçon d'Ayabe à Fukuchiyama (dans le cadre de la construction de l'actuelle ligne Maizuru) en 1904. Les deux compagnies sont nationalisées en 1907.
La première section ouverte par la Société gouvernementale des chemins de fer japonais en 1902 relie Yonago et Mikuriya, puis atteint Tottori en 1907 et Iwami en 1908, année de l’ouverture de l'actuelle ligne Bantan. La construction de cette ligne s'est poursuivie vers l'ouest et les deux lignes sont reliées en 1912. Entre-temps, la section de Sonobe à Ayabe ouvre en 1910 et la section de Fukuchiyama à Wadayama l'année suivante. De plus, la construction à partir de Yonago progresse vers l'ouest, arrivant à Matsue en 1908 et à Izumoshi en 1910. La ligne fait alors 385 km.
A l'extrémité ouest, le chemin de fer Choshu ouvre la section Hatabu-Kogushi en 1914. D'Izumoshi, la ligne s'étend progressivement vers l'ouest, arrivant à Masuda en 1923 et à Todakobama en 1925, année de la nationalisation du chemin de fer de Choshu et de l'ouverture du tronçon de Kogushi à Takibe. Les travaux se poursuivent dans les deux sens jusqu'à ce que les deux tronçons soient connectés en 1933, complétant la ligne actuelle.

## Ligne
La ligne part de Kyoto pour rejoindre Shimonoseki à l'extrémité sud de Honshū, en suivant en grande partie la côte de la mer du Japon.

### Caractéristiques
- Longueur :
  - Kyoto - Hatabu : 673,8 km
  - Nagatoshi - Senzaki : 2,2 km
- Ecartement : 1 067 mm
- Alimentation : 1 500 V continu par caténaire (entre Kyoto et Kinosaki-Onsen, et entre Hōki-Daisen et Nishi-Izumo)

### Services et interconnexions
L'exploitation de la ligne est divisée en 5 sections relativement indépendantes :
- La section entre Kyoto et Sonobe, qui prend le nom de ligne Sagano et est identifiée par la lettre E. Elle a un fort trafic de train de banlieue.
- La section entre Sonobe et Kinosaki-Onsen, identifiée également par la lette E.
- La section entre Kinosaki-Onsen et Yonago, identifiée par la lettre A.
- La section entre Yonago et Masuda, identifiée par la lettre D.
- La section entre Masuda et Hatabu, qui est la moins fréquentée de la ligne.

La ligne est empruntée par de nombreux trains de type Limited Express :
- Kinosaki : entre Kyoto et Kinosaki-Onsen
- Kounotori : entre Kinosaki-Onsen et Fukuchiyama (continue jusqu'à Shin-Osaka par la ligne Fukuchiyama)
- Hamakaze : entre Wadayama et Tottori (continue jusqu'à Osaka par la ligne Bantan)
- Hashidate : entre Kyoto et Fukuchiyama (continue jusqu'à Toyooka par la ligne Miyafuku)
- Sunrise Izumo : entre Izumoshi et Hōki-Daisen (continue jusqu'à Tokyo par la ligne Hakubi)
- Super Hakuto : entre Kurayoshi et Tottori (continue jusqu'à Kyoto par la ligne Inbi)
- Super Matsukaze : entre Tottori et Masuda
- Super Oki : entre Tottori et Masuda (continue jusqu'à Shin-Yamaguchi par la ligne Yamaguchi)
- Yakumo : entre Izumoshi et Hōki-Daisen (continue jusqu'à Okayama par la ligne Hakubi)

La ligne est également parcourue par des trains de fret entre Hōki-Daisen et Higashi-Matsue.

### Liste des gares
La ligne comprend 160 gares.

#### Section Sonobe - Kinosaki-Onsen

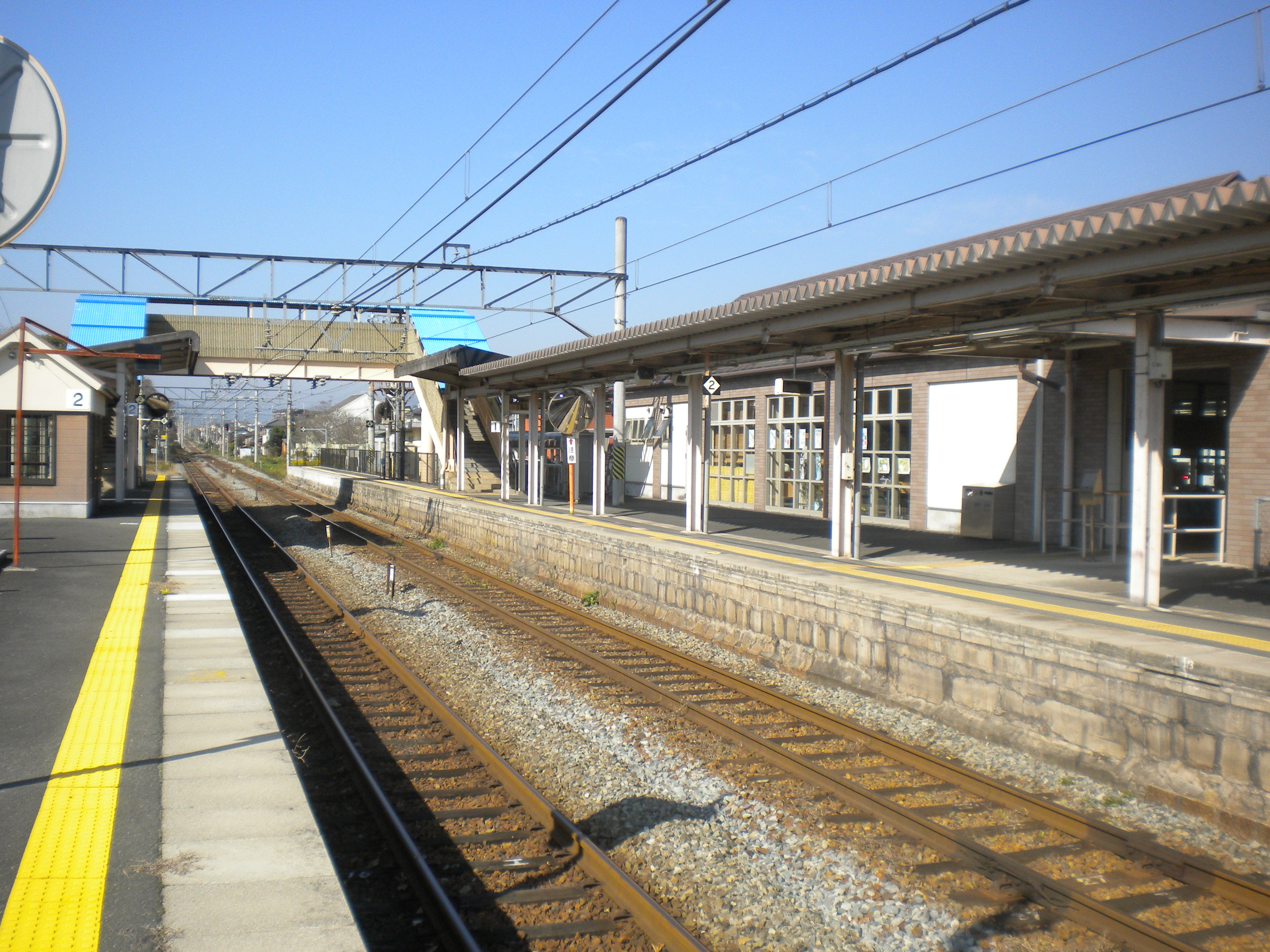
La ligne à Goma.

| Gare              | Nom japonais | Distance depuis Kyoto (km) | Correspondances                                                                        | Localisation | Localisation        |
| ----------------- | ------------ | -------------------------- | -------------------------------------------------------------------------------------- | ------------ | ------------------- |
| Sonobe            | 園部         | 34,2                       | JR West : Sagano (interconnexion)                                                      | Nantan       | Préfecture de Kyoto |
| Funaoka           | 船岡         | 38,2                       |                                                                                        | Nantan       | Préfecture de Kyoto |
| Hiyoshi           | 日吉         | 41,9                       |                                                                                        | Nantan       | Préfecture de Kyoto |
| Shinkyūdaigakumae | 鍼灸大学前   | 44,3                       |                                                                                        | Nantan       | Préfecture de Kyoto |
| Goma              | 胡麻         | 47,1                       |                                                                                        | Nantan       | Préfecture de Kyoto |
| Shimoyama         | 下山         | 51,9                       |                                                                                        | Kyōtamba     | Préfecture de Kyoto |
| Wachi             | 和知         | 58,6                       |                                                                                        | Kyōtamba     | Préfecture de Kyoto |
| Aseri             | 安栖里       | 60,7                       |                                                                                        | Kyōtamba     | Préfecture de Kyoto |
| Tachiki           | 立木         | 65,5                       |                                                                                        | Kyōtamba     | Préfecture de Kyoto |
| Yamaga            | 山家         | 69,0                       |                                                                                        | Ayabe        | Préfecture de Kyoto |
| Ayabe             | 綾部         | 76,2                       | JR West : Maizuru (interconnexion)                                                     | Ayabe        | Préfecture de Kyoto |
| Takatsu (ja)      | 高津         | 80,3                       |                                                                                        | Ayabe        | Préfecture de Kyoto |
| Isa               | 石原         | 82,8                       |                                                                                        | Fukuchiyama  | Préfecture de Kyoto |
| Fukuchiyama       | 福知山       | 88,5                       | JR West : Fukuchiyama (interconnexion) Kyoto Tango Railway : Miyafuku (interconnexion) | Fukuchiyama  | Préfecture de Kyoto |
| Kamikawaguchi     | 上川口       | 95,2                       |                                                                                        | Fukuchiyama  | Préfecture de Kyoto |
| Shimo-Yakuno      | 下夜久野     | 102,4                      |                                                                                        | Fukuchiyama  | Préfecture de Kyoto |
| Kami-Yakuno       | 上夜久野     | 109,8                      |                                                                                        | Fukuchiyama  | Préfecture de Kyoto |
| Yanase            | 梁瀬         | 115,6                      |                                                                                        | Asago        | Préfecture de Hyōgo |
| Wadayama          | 和田山       | 119,0                      | JR West : Bantan (interconnexion)                                                      | Asago        | Préfecture de Hyōgo |
| Yabu              | 養父         | 124,2                      |                                                                                        | Yabu         | Préfecture de Hyōgo |
| Yōka              | 八鹿         | 131,2                      |                                                                                        | Yabu         | Préfecture de Hyōgo |
| Ebara             | 江原         | 138,7                      |                                                                                        | Toyooka      | Préfecture de Hyōgo |
| Kokufu            | 国府         | 142,4                      |                                                                                        | Toyooka      | Préfecture de Hyōgo |
| Toyooka           | 豊岡         | 148,4                      | Kyoto Tango Railway : Miyazu                                                           | Toyooka      | Préfecture de Hyōgo |
| Gembudō           | 玄武洞       | 153,7                      |                                                                                        | Toyooka      | Préfecture de Hyōgo |
| Kinosaki-Onsen    | 城崎温泉     | 158,0                      |                                                                                        | Toyooka      | Préfecture de Hyōgo |

#### Section Kinosaki-Onsen - Yonago

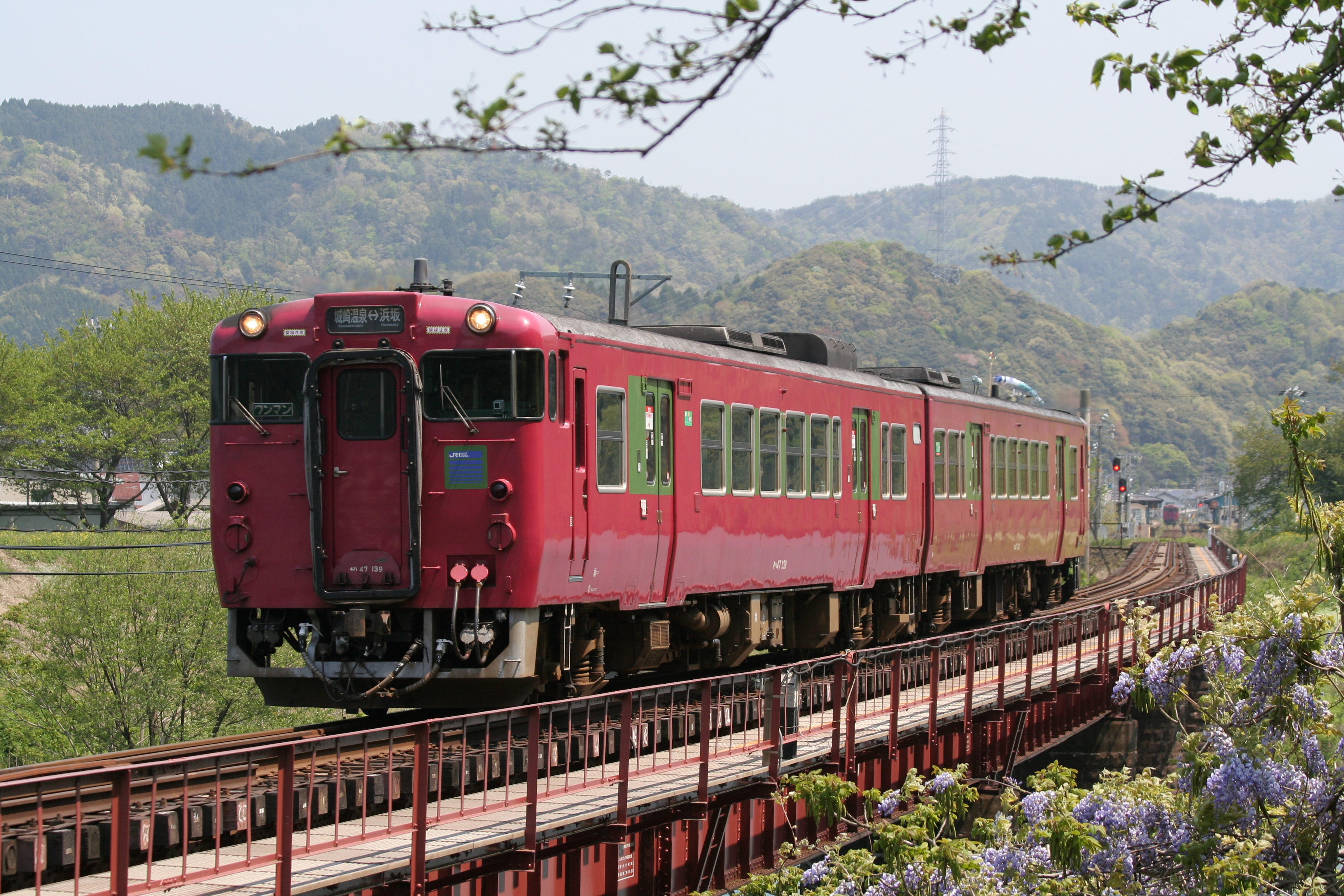
La ligne à Kami.

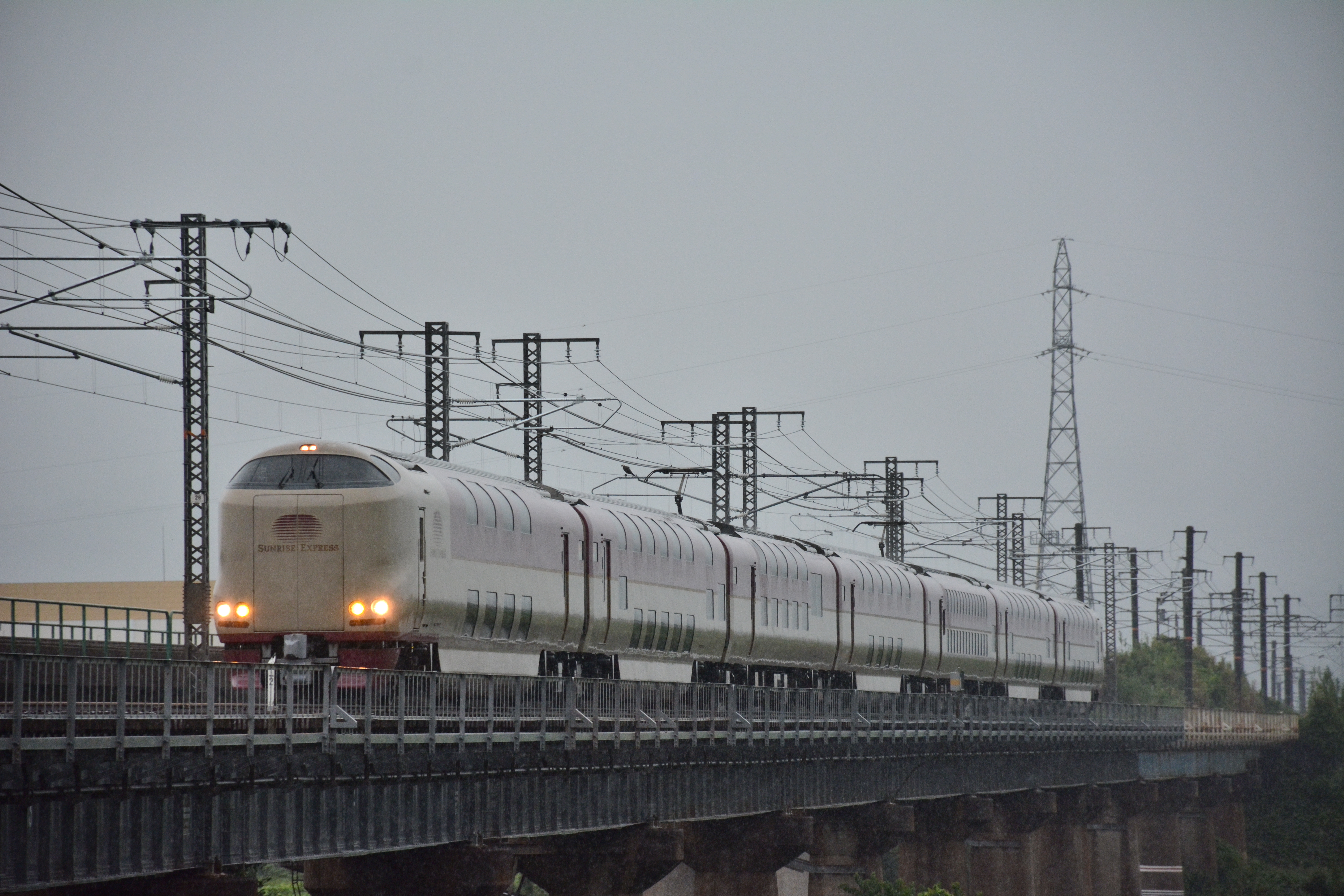
Sunrise Izumo traversant la rivière Hino à Yonago

| Gare              | Nom japonais | Distance depuis Kyoto (km) | Correspondances                   | Localisation | Localisation          |
| ----------------- | ------------ | -------------------------- | --------------------------------- | ------------ | --------------------- |
| Kinosaki-Onsen    | 城崎温泉     | 158,0                      |                                   | Toyooka      | Préfecture de Hyōgo   |
| Takeno            | 竹野         | 166,0                      |                                   | Toyooka      | Préfecture de Hyōgo   |
| Satsu             | 佐津         | 173,4                      |                                   | Kami         | Préfecture de Hyōgo   |
| Shibayama         | 柴山         | 175,7                      |                                   | Kami         | Préfecture de Hyōgo   |
| Kasumi            | 香住         | 180,0                      |                                   | Kami         | Préfecture de Hyōgo   |
| Yoroi             | 鎧           | 185,4                      |                                   | Kami         | Préfecture de Hyōgo   |
| Amarube           | 餘部         | 187,2                      |                                   | Kami         | Préfecture de Hyōgo   |
| Kutani            | 久谷         | 191,8                      |                                   | Shin'onsen   | Préfecture de Hyōgo   |
| Hamasaka          | 浜坂         | 197,9                      |                                   | Shin'onsen   | Préfecture de Hyōgo   |
| Moroyose          | 諸寄         | 199,8                      |                                   | Shin'onsen   | Préfecture de Hyōgo   |
| Igumi             | 居組         | 204,2                      |                                   | Shin'onsen   | Préfecture de Hyōgo   |
| Higashihama       | 東浜         | 207,5                      |                                   | Iwami        | Préfecture de Tottori |
| Iwami             | 岩美         | 211,9                      |                                   | Iwami        | Préfecture de Tottori |
| Ōiwa              | 大岩         | 214,8                      |                                   | Iwami        | Préfecture de Tottori |
| Fukube            | 福部         | 219,1                      |                                   | Tottori      | Préfecture de Tottori |
| Tottori           | 鳥取         | 230,3                      | JR West : Inbi (interconnexion)   | Tottori      | Préfecture de Tottori |
| Koyama            | 湖山         | 234,5                      |                                   | Tottori      | Préfecture de Tottori |
| Tottoridaigakumae | 鳥取大学前   | 235,8                      |                                   | Tottori      | Préfecture de Tottori |
| Suetsune          | 末恒         | 239,6                      |                                   | Tottori      | Préfecture de Tottori |
| Hōgi              | 宝木         | 244,7                      |                                   | Tottori      | Préfecture de Tottori |
| Hamamura          | 浜村         | 247,6                      |                                   | Tottori      | Préfecture de Tottori |
| Aoya              | 青谷         | 252,8                      |                                   | Tottori      | Préfecture de Tottori |
| Tomari (ja)       | 泊           | 258,9                      |                                   | Yurihama     | Préfecture de Tottori |
| Matsuzaki         | 松崎         | 264,6                      |                                   | Yurihama     | Préfecture de Tottori |
| Kurayoshi         | 倉吉         | 270,1                      |                                   | Kurayoshi    | Préfecture de Tottori |
| Shimohōjō         | 下北条       | 275,2                      |                                   | Hokuei       | Préfecture de Tottori |
| Yura (ja)         | 由良         | 280,1                      |                                   | Hokuei       | Préfecture de Tottori |
| Urayasu           | 浦安         | 285,8                      |                                   | Kotoura      | Préfecture de Tottori |
| Yabase            | 八橋         | 287,6                      |                                   | Kotoura      | Préfecture de Tottori |
| Akasaki           | 赤碕         | 291,3                      |                                   | Kotoura      | Préfecture de Tottori |
| Nakayamaguchi     | 中山口       | 295,5                      |                                   | Daisen       | Préfecture de Tottori |
| Shimoichi         | 下市         | 297,7                      |                                   | Daisen       | Préfecture de Tottori |
| Mikuriya          | 御来屋       | 303,6                      |                                   | Daisen       | Préfecture de Tottori |
| Nawa              | 名和         | 304,7                      |                                   | Daisen       | Préfecture de Tottori |
| Daisenguchi       | 大山口       | 308,8                      |                                   | Daisen       | Préfecture de Tottori |
| Yodoe             | 淀江         | 312,7                      |                                   | Yonago       | Préfecture de Tottori |
| Hōki-Daisen       | 伯耆大山     | 318,2                      | JR West : Hakubi (interconnexion) | Yonago       | Préfecture de Tottori |
| Higashiyama-kōen  | 東山公園     | 321,2                      |                                   | Yonago       | Préfecture de Tottori |
| Yonago            | 米子         | 323,0                      | JR West : Sakai                   | Yonago       | Préfecture de Tottori |

#### Section Yonago - Masuda

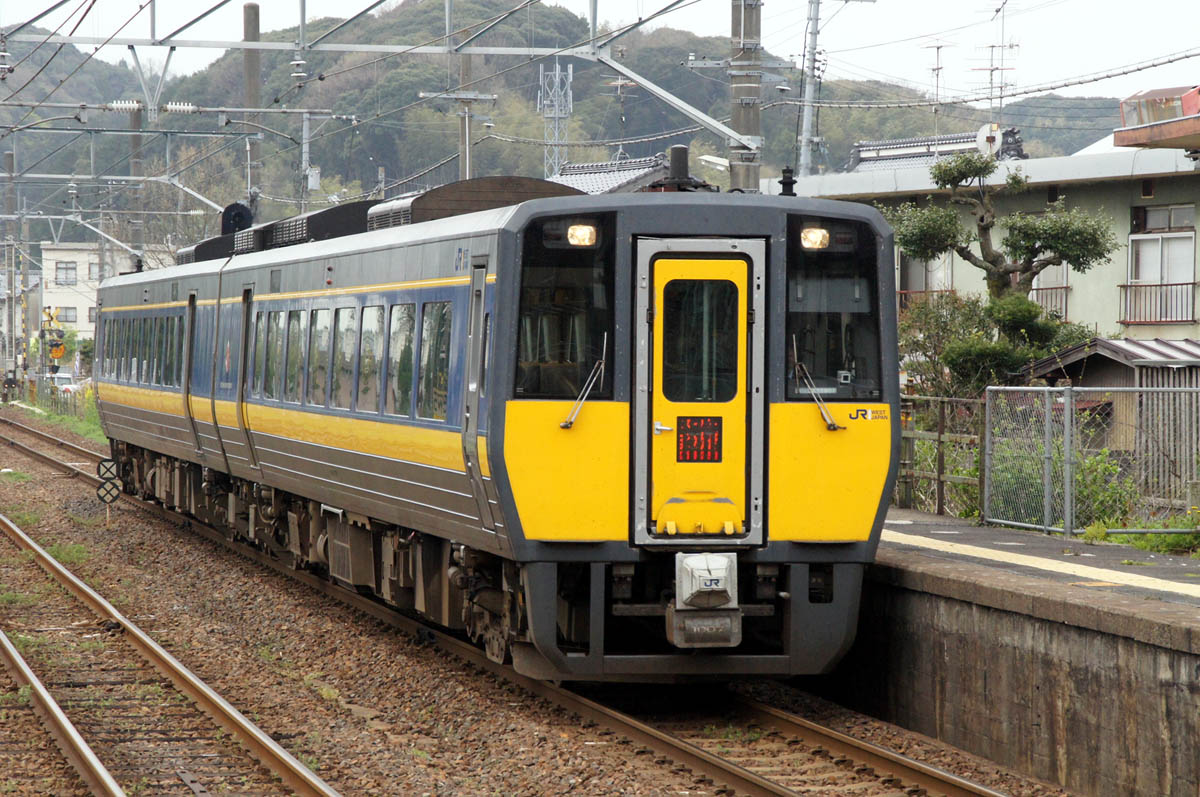
La ligne à Shinji.

| Gare                    | Nom japonais | Distance depuis Kyoto (km) | Correspondances                                               | Localisation | Localisation          |
| ----------------------- | ------------ | -------------------------- | ------------------------------------------------------------- | ------------ | --------------------- |
| Yonago                  | 米子         | 323,0                      | JR West : Sakai                                               | Yonago       | Préfecture de Tottori |
| Terminal Fret de Yonago | 米子(貨)     | 324,2                      |                                                               | Yonago       | Préfecture de Tottori |
| Yasugi                  | 安来         | 331,8                      |                                                               | Yasugi       | Préfecture de Shimane |
| Arashima                | 荒島         | 336,6                      |                                                               | Yasugi       | Préfecture de Shimane |
| Iya                     | 揖屋         | 342,2                      |                                                               | Matsue       | Préfecture de Shimane |
| Higashi-Matsue          | 東松江       | 345,3                      |                                                               | Matsue       | Préfecture de Shimane |
| Matsue                  | 松江         | 351,9                      |                                                               | Matsue       | Préfecture de Shimane |
| Nogi                    | 乃木         | 354,6                      |                                                               | Matsue       | Préfecture de Shimane |
| Tamatsukuri-Onsen       | 玉造温泉     | 358,5                      |                                                               | Matsue       | Préfecture de Shimane |
| Kimachi                 | 来待         | 364,5                      |                                                               | Matsue       | Préfecture de Shimane |
| Shinji                  | 宍道         | 368,9                      | JR West : Kisuki                                              | Matsue       | Préfecture de Shimane |
| Shōbara                 | 荘原         | 373,0                      |                                                               | Izumo        | Préfecture de Shimane |
| Naoe                    | 直江         | 379,1                      |                                                               | Izumo        | Préfecture de Shimane |
| Izumoshi                | 出雲市       | 384,6                      | Ichibata Electric Railway : Kita-Matsue (à Dentetsu Izumoshi) | Izumo        | Préfecture de Shimane |
| Nishi-Izumo             | 西出雲       | 389,4                      |                                                               | Izumo        | Préfecture de Shimane |
| Izumo-Jinzai            | 出雲神西     | 391,4                      |                                                               | Izumo        | Préfecture de Shimane |
| Kōnan                   | 江南         | 393,5                      |                                                               | Izumo        | Préfecture de Shimane |
| Oda                     | 小田         | 400,1                      |                                                               | Izumo        | Préfecture de Shimane |
| Tagi                    | 田儀         | 404,0                      |                                                               | Izumo        | Préfecture de Shimane |
| Hane                    | 波根         | 411,5                      |                                                               | Ōda          | Préfecture de Shimane |
| Kute                    | 久手         | 413,7                      |                                                               | Ōda          | Préfecture de Shimane |
| Ōdashi                  | 大田市       | 417,2                      |                                                               | Ōda          | Préfecture de Shimane |
| Shizuma                 | 静間         | 420,2                      |                                                               | Ōda          | Préfecture de Shimane |
| Isotake                 | 五十猛       | 422,8                      |                                                               | Ōda          | Préfecture de Shimane |
| Nima                    | 仁万         | 428,9                      |                                                               | Ōda          | Préfecture de Shimane |
| Maji                    | 馬路         | 431,9                      |                                                               | Ōda          | Préfecture de Shimane |
| Yusato                  | 湯里         | 434,8                      |                                                               | Ōda          | Préfecture de Shimane |
| Yunotsu                 | 温泉津       | 437,9                      |                                                               | Ōda          | Préfecture de Shimane |
| Iwami-Fukumitsu         | 石見福光     | 440,8                      |                                                               | Ōda          | Préfecture de Shimane |
| Kuromatsu               | 黒松         | 443,6                      |                                                               | Gōtsu        | Préfecture de Shimane |
| Asari                   | 浅利         | 448,0                      |                                                               | Gōtsu        | Préfecture de Shimane |
| Gōtsu                   | 江津         | 454,3                      |                                                               | Gōtsu        | Préfecture de Shimane |
| Tsunozu                 | 都野津       | 458,7                      |                                                               | Gōtsu        | Préfecture de Shimane |
| Uyagawa                 | 敬川         | 460,5                      |                                                               | Gōtsu        | Préfecture de Shimane |
| Hashi                   | 波子         | 463,3                      |                                                               | Gōtsu        | Préfecture de Shimane |
| Kushiro                 | 久代         | 465,6                      |                                                               | Hamada       | Préfecture de Shimane |
| Shimokō                 | 下府         | 469,7                      |                                                               | Hamada       | Préfecture de Shimane |
| Hamada                  | 浜田         | 473,3                      |                                                               | Hamada       | Préfecture de Shimane |
| Nishi-Hamada            | 西浜田       | 478,7                      |                                                               | Hamada       | Préfecture de Shimane |
| Sufu                    | 周布         | 482,8                      |                                                               | Hamada       | Préfecture de Shimane |
| Orii                    | 折居         | 487,6                      |                                                               | Hamada       | Préfecture de Shimane |
| Miho-Misumi             | 三保三隅     | 492,6                      |                                                               | Hamada       | Préfecture de Shimane |
| Okami                   | 岡見         | 497,6                      |                                                               | Hamada       | Préfecture de Shimane |
| Kamate                  | 鎌手         | 502,7                      |                                                               | Masuda       | Préfecture de Shimane |
| Iwami-Tsuda             | 石見津田     | 507,2                      |                                                               | Masuda       | Préfecture de Shimane |
| Masuda                  | 益田         | 514,5                      | JR West : Yamaguchi (interconnexion)                          | Masuda       | Préfecture de Shimane |

#### Section Masuda - Hatabu

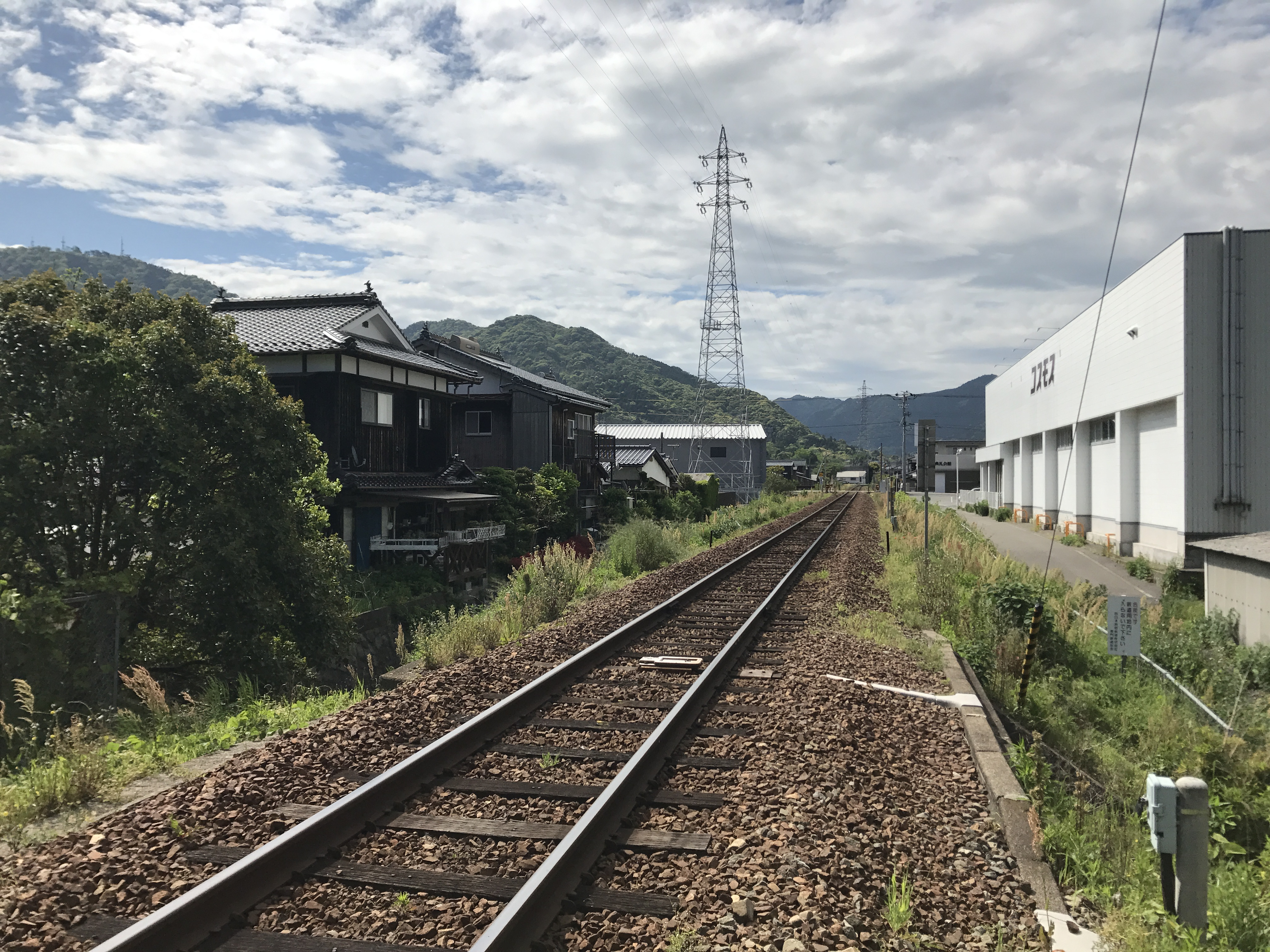
La ligne à Hagi.

| Gare              | Nom japonais | Distance depuis Kyoto (km) | Correspondances                      | Localisation | Localisation            |
| ----------------- | ------------ | -------------------------- | ------------------------------------ | ------------ | ----------------------- |
| Masuda            | 益田         | 514,5                      | JR West : Yamaguchi (interconnexion) | Masuda       | Préfecture de Shimane   |
| Todakohama        | 戸田小浜     | 524,3                      |                                      | Masuda       | Préfecture de Shimane   |
| Iinoura           | 飯浦         | 528,0                      |                                      | Masuda       | Préfecture de Shimane   |
| Esaki             | 江崎         | 533,8                      |                                      | Hagi         | Préfecture de Yamaguchi |
| Susa              | 須佐         | 540,4                      |                                      | Hagi         | Préfecture de Yamaguchi |
| Utagō             | 宇田郷       | 549,2                      |                                      | Abu          | Préfecture de Yamaguchi |
| Kiyo              | 木与         | 555,6                      |                                      | Abu          | Préfecture de Yamaguchi |
| Nago              | 奈古         | 560,2                      |                                      | Abu          | Préfecture de Yamaguchi |
| Nagato-Ōi         | 長門大井     | 564,5                      |                                      | Hagi         | Préfecture de Yamaguchi |
| Koshigahama       | 越ヶ浜       | 569,1                      |                                      | Hagi         | Préfecture de Yamaguchi |
| Higashi-Hagi      | 東萩         | 572,0                      |                                      | Hagi         | Préfecture de Yamaguchi |
| Hagi              | 萩           | 575,8                      |                                      | Hagi         | Préfecture de Yamaguchi |
| Tamae             | 玉江         | 578,2                      |                                      | Hagi         | Préfecture de Yamaguchi |
| Sammi             | 三見         | 583,9                      |                                      | Hagi         | Préfecture de Yamaguchi |
| Ii                | 飯井         | 588,1                      |                                      | Hagi         | Préfecture de Yamaguchi |
| Nagato-Misumi     | 長門三隅     | 594,5                      |                                      | Nagato       | Préfecture de Yamaguchi |
| Nagatoshi         | 長門市       | 599,6                      | JR West : Mine, branche de Senzaki   | Nagato       | Préfecture de Yamaguchi |
| Kiwado            | 黄波戸       | 604,9                      |                                      | Nagato       | Préfecture de Yamaguchi |
| Nagato-Furuichi   | 長門古市     | 609,0                      |                                      | Nagato       | Préfecture de Yamaguchi |
| Hitomaru          | 人丸         | 613,5                      |                                      | Nagato       | Préfecture de Yamaguchi |
| Igami             | 伊上         | 617,9                      |                                      | Nagato       | Préfecture de Yamaguchi |
| Nagato-Awano      | 長門粟野     | 622,1                      |                                      | Shimonoseki  | Préfecture de Yamaguchi |
| Agawa             | 阿川         | 627,4                      |                                      | Shimonoseki  | Préfecture de Yamaguchi |
| Kottoi            | 特牛         | 631,1                      |                                      | Shimonoseki  | Préfecture de Yamaguchi |
| Takibe            | 滝部         | 635,1                      |                                      | Shimonoseki  | Préfecture de Yamaguchi |
| Nagato-Futami     | 長門二見     | 639,9                      |                                      | Shimonoseki  | Préfecture de Yamaguchi |
| Ukahongō          | 宇賀本郷     | 643,5                      |                                      | Shimonoseki  | Préfecture de Yamaguchi |
| Yutama            | 湯玉         | 645,7                      |                                      | Shimonoseki  | Préfecture de Yamaguchi |
| Kogushi           | 小串         | 650,2                      |                                      | Shimonoseki  | Préfecture de Yamaguchi |
| Kawatana-Onsen    | 川棚温泉     | 652,9                      |                                      | Shimonoseki  | Préfecture de Yamaguchi |
| Kuroimura         | 黒井村       | 655,4                      |                                      | Shimonoseki  | Préfecture de Yamaguchi |
| Umegatō           | 梅ヶ峠       | 658,8                      |                                      | Shimonoseki  | Préfecture de Yamaguchi |
| Yoshimi           | 吉見         | 662,7                      |                                      | Shimonoseki  | Préfecture de Yamaguchi |
| Fukue             | 福江         | 665,6                      |                                      | Shimonoseki  | Préfecture de Yamaguchi |
| Yasuoka           | 安岡         | 668,2                      |                                      | Shimonoseki  | Préfecture de Yamaguchi |
| Kajikuri-Gōdaichi | 梶栗郷台地   | 679,6                      |                                      | Shimonoseki  | Préfecture de Yamaguchi |
| Ayaragi           | 綾羅木       | 670,7                      |                                      | Shimonoseki  | Préfecture de Yamaguchi |
| Hatabu            | 幡生         | 673,8                      | JR West : Sanyō (interconnexion)     | Shimonoseki  | Préfecture de Yamaguchi |

#### Branche de Senzaki
| Gare      | Nom japonais | Distance depuis Nagatoshi (km) | Correspondances        | Localisation |
| --------- | ------------ | ------------------------------ | ---------------------- | ------------ |
| Nagatoshi | 長門市       | 0                              | JR West : Mine, San'in | Shimonoseki  |
| Senzaki   | 仙崎         | 2,2                            |                        | Shimonoseki  |